# Kelurahan Mekarsari (administrativ by i Indonesien, Jawa Tengah, lat -7,38, long 108,75)
Kelurahan Mekarsari är en administrativ by i Indonesien.   Den ligger i provinsen Jawa Tengah, i den västra delen av landet, 250 km sydost om huvudstaden Jakarta.